# Самовольно-Івановка
Самовольно-Івановка (рос. Самовольно-Ивановка) — село в Алексєєвському районі Самарської області Російської Федерації.
Населення становить 548 осіб. Входить до складу муніципального утворення сільське поселення Летниково.

## Історія
Від 2005 року входило до складу муніципального утворення сільське поселення Летниково.

## Населення
| 1986 | 2002 | 2010 | 2014 | 2015 |
| ---- | ---- | ---- | ---- | ---- |
| 619  | ↘588 | ↗593 | ↘550 | ↘548 |